# Słotwina (województwo dolnośląskie)
Słotwina (niem. Schönbrunn) – wieś w Polsce położona w województwie dolnośląskim, w powiecie świdnickim, w gminie Świdnica.

## Historia
W latach 1945–1954 siedziba wiejskiej gminy Słotwina, następnie włączona do gminy Świdnica. W latach 1975–1998 miejscowość położona była w województwie wałbrzyskim.